# Baragaon
Baragaon là một thị xã và là một nagar panchayat của quận Jhansi thuộc bang Uttar Pradesh, Ấn Độ.

## Địa lý
Baragaon có vị trí 25°26′B 82°49′Đ / 25,43°B 82,82°Đ Nó có độ cao trung bình là 88 mét (288 foot).

## Nhân khẩu
Theo điều tra dân số năm 2001 của Ấn Độ, Baragaon có dân số 8039 người. Phái nam chiếm 54% tổng số dân và phái nữ chiếm 46%. Baragaon có tỷ lệ 62% biết đọc biết viết, cao hơn tỷ lệ trung bình toàn quốc là 59,5%: tỷ lệ cho phái nam là 75%, và tỷ lệ cho phái nữ là 47%. Tại Baragaon, 16% dân số nhỏ hơn 6 tuổi.